# Nadejda Orenburg
El BC Nadejda Orenburg (Надежда Оренбург) és un equip femení de basquetbol rus de la ciutat d'Orenburg. Fou fundat el 1994. Els seus colors són el blanc i el vermell, i juga els seus partits com a local al Pavelló esporti d'Orenburg.
El Nadejda va quedar en tercera posició a la primera divisió russa les temporades 2010 i 2011, a més d'aconseguir disputar la final de la Copa russa els anys 2011 i 2012. Les dues vegades perdé la final contra el UMMC Ekaterinburg. També ha estat, des del 2005, participant regularment en competicions organitzades per la FIBA Europa, arribant a disputar la EuroCopa femenina del 2010, que perdé davant del Sony Athinaikos Athens, i ha participat en l'Eurolliga de bàsquet femenina les temporades 2009, 2011 i 2012.
Hi va jugar la catalana Anna Cruz.